# Manduca peruviana
Manduca peruviana är en fjärilsart som beskrevs av Felix Bryk 1953. Manduca peruviana ingår i släktet Manduca och familjen svärmare. Inga underarter finns listade i Catalogue of Life.